# Godescalc de Benevento

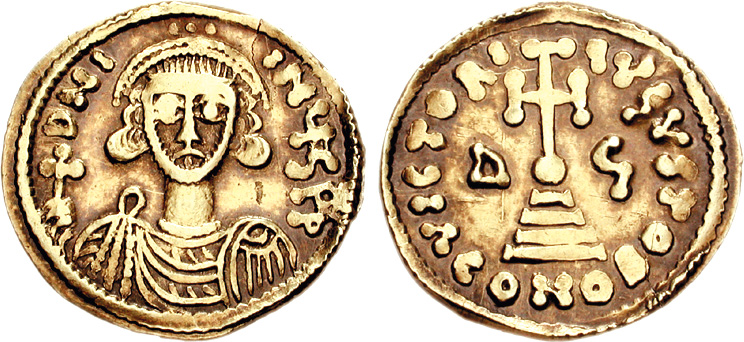
Un Solidus purtând efigia ducelui Godescalc

Godescalc (de asemenea, Godescalco, Gottschalk, Gotteschalchus) (d. 743) a fost duce longobard de Benevento de la 740 până la moarte.
Venirea la putere în Ducatul de Benevento a lui Godescalc a fost făcută fără a avea aprobarea regelui Liutprand al longobarzilor. Ca urmare, odată venit în Italia centrală pentru a-l reînscăuna pe Thrasimund al II-lea în Ducatul de Spoleto, mânia regelui Liutprand s-a abătut și asupra sudului Italiei. Ca urmare, Godescalc deja se pregătea să fugă împreună cu soția sa, Anna, încărcând un vas cu provizii, moment în care poporul beneventin, credincios memoriei ducelui Romuald al II-lea l-a ucis. Soția sa și restul familiei au reușit să scape, fugind în Grecia.